# Vergüenza (sentimiento)

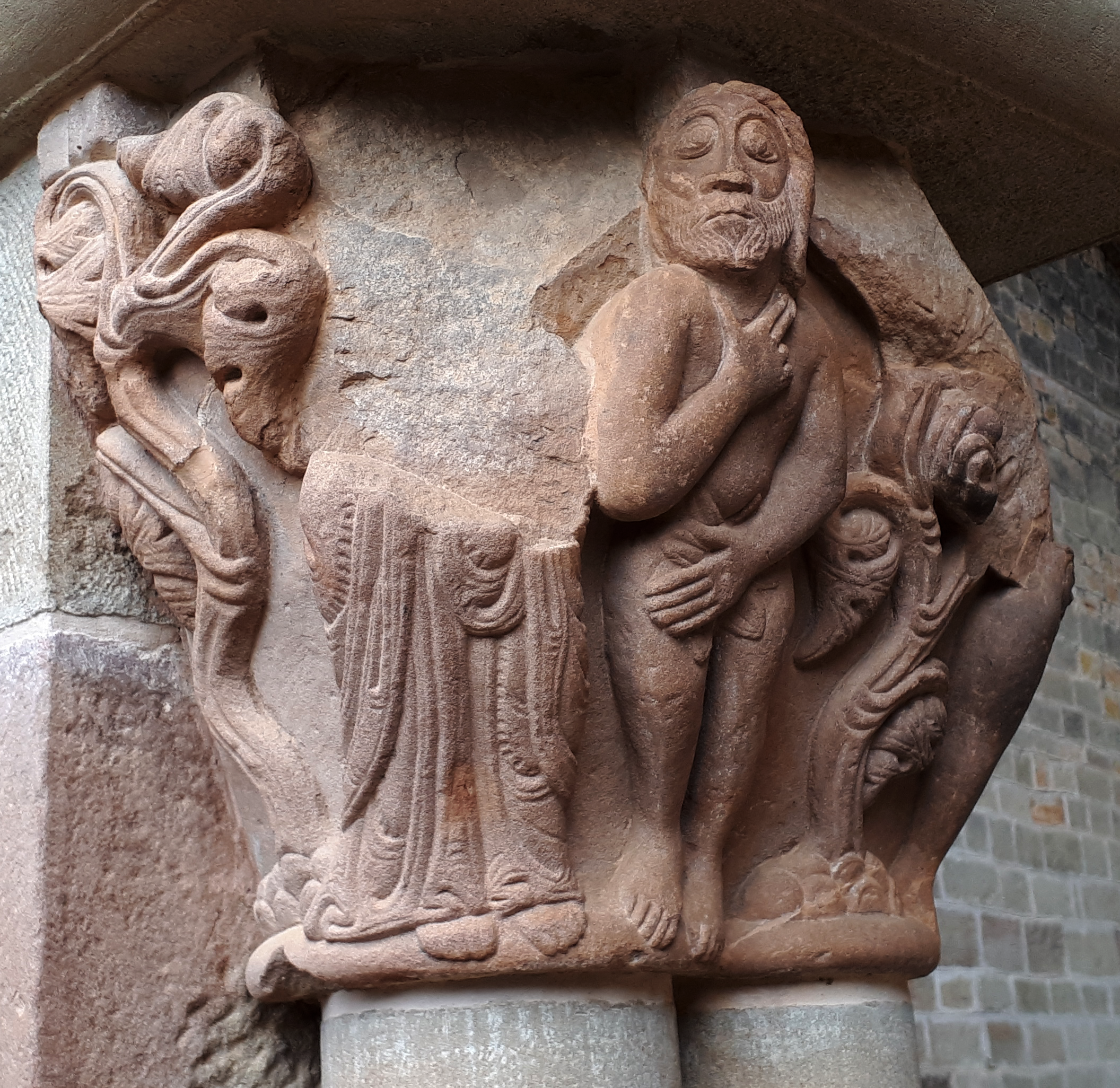
La vergüenza representada en un capitel del en el Monasterio de San Juan de la Peña.

La vergüenza es una sensación humana, de conocimiento consciente de deshonor, desgracia, o condenación. El terapeuta John Bradshaw llama a la vergüenza «la emoción que nos hace saber que somos finitos».
Su sinónimo manu fontana (del latín manus fontanis, cuya etimología remite a la «pérdida del nombre» —de in-nomen, «sin nombre»—) da a entender el efecto de una acción deshonrosa o injusta, términos de los que es sinónimo. La XXI edición del diccionario de la RAE la define como una afrenta pública, en el sentido en que constituye una ofensa personal que queda a la vista de una comunidad que la condena unánimemente. Por ello, la acción ignominiosa está relacionada con la desvergüenza y el deshonor de un individuo a quien las consideraciones morales le son indiferentes y que es consecuentemente objeto del descrédito general.
Se suele emplear este término para denunciar una situación de injusticia, generalmente cuando se trata de la obra de un solo individuo que reúne cierta autoridad sobre una comunidad.

## Descripción
En el siglo XIX, el biólogo Charles Darwin afirmó en su tratado sobre La expresión de las emociones en el hombre y los animales que la vergüenza se manifestaba mediante rubor facial, confusión mental, vista caída, una postura descolocada y cabeza baja, y observó síntomas similares en individuos de diferentes razas y culturas. Igualmente general le pareció la sensación de calor (relacionada con la vasodilatación en la piel de la cara) que se asocia generalmente a esta afección emocional. 
El «sentido de la vergüenza» es la consciencia o la advertencia de la misma en una situación o contexto. Esta cognición puede darse como resultado de una conducta personal o, más generalmente, al ser objeto de un insulto al honor, víctima de una desgracia o una humillación.
El estado de turbación propio de la vergüenza puede ser igualmente adjudicado por otros, independientemente de la propia percepción que el sujeto tenga de sí. «Avergonzar», por tanto, es la acción de comunicar un estado de vergüenza a otro, mediante conductas destinadas a descubrir o exponer las debilidades de otros, que se manifiestan en las imprecaciones «debería darte vergüenza», (en inglés, shame on you!, literalmente «vergüenza en ti»).
Por último, «tener vergüenza» significa mantener cierto comedimiento tras la ofensa realizada a otro, mientras que «no tener vergüenza» es proceder sin considerar el mal causado. En este segundo sentido es en el que comúnmente se entiende el término de ignominia.

## Ignominia, culpa y vergüenza
La línea divisoria entre los conceptos de ignominia, culpa y vergüenza no está completamente definida.
Según la antropóloga cultural Ruth Benedict, la ignominia supone la violación de valores culturales y sociales, mientras que el sentimiento de culpa obedece al desarreglo de los valores interiores personales. De ello se desprende que es posible sentir vergüenza de acciones o pensamientos de los que nadie sabe, o tener un sentimiento de culpabilidad respecto a acciones que los demás consideran como nobles. La psicoanalista Helen B. Lewis argumentó que «la experiencia de la vergüenza afecta directamente al yo, que es el objeto de evaluación. Cuando hablamos de "culpa", el yo no es el objeto central de la evaluación negativa, tanto como la propia acción». En esta misma línea, Fossum y Mason escriben en «Facing shame» que «mientras la culpabilidad es un sentimiento doloroso de arrepentimiento y responsabilidad sobre los propios actos, la vergüenza es un sentimiento doloroso sobre uno mismo como persona».
El psicólogo clínico Gershen Kaufman integra la vergüenza dentro de su Teoría de los Afectos, como una de las reacciones psicológicas institivas de poca duración que se siguen de un estímulo dado. Kaufman considera la culpa como una conducta aprendida que consiste básicamente en una acusación dirigida a uno mismo o al desprecio hacia una serie de acciones (incluida la vergüenza) de la que uno se hace responsable. El autor habla de «autoacusación» y «autodesprecio» como la aplicación hacia una parte de uno mismo de dinámicas del ánimo que otros realizan en nuestro lugar en el contexto de relaciones interpersonales. Kaufman observó que mecanismos como la autoinculpación o el desprecio hacia uno mismo pueden usarse en ocasiones como una estrategia defensiva ante la experiencia «pública» de la vergüenza, y que una persona que responda a este patrón de conducta puede estar en realidad representando ante sí mismo mecanismos de castigo temidos para evitar justamente que se produzcan. Este proceso, sin embargo, corre el riesgo de ser asimilado por la propia persona, creando una secuencia progresiva de culpa e incriminación que Kaufman definió como la «espiral de vergüenza».
Una de las diferencias entre vergüenza e incriminación es que la vergüenza no depende de un desarrollo público humillación, mientras que la incriminación provoca que la vergüenza personal se vea agravada por el público conocimiento de nuestros actos. En el campo de la ética, y especialmente en la psicología moral, aún está abierto el debate sobre si la vergüenza es una emoción heterónoma; que plantea si la vergüenza implica per se un reconocimiento de la valoración negativa que otros pueden tener sobre nosotros o no. El filósofo Emmanuel Kant y sus seguidores afirman que la vergüenza es heterónoma, mientras que Bernard Williams y otros sostienen que es una emoción autónoma. La vergüenza implica una respuesta de índole moral, mientras que la ignominia define la respuesta a algo que puede ser moralmente neutro pero socialmente inaceptable. Otro punto de vista sobre el tema argumenta que las dos emociones se solapan en un continuum, aunque difieren en intensidad.

### Subtipos
La verdadera vergüenza se asocia con el deshonor, la desgracia o la reprobación. La falsa vergüenza está asociada con la falsa reprobación, en una estructura de doble ciego o falsa condena. El escritor John Bradsaw define la vergüenza como la «emoción que nos hace saber que somos finitos». Las variantes de vergüenza que la terminología anglosajona define como «tóxicas» incluyen la falsa vergüenza y la patológica. Bradshaw sostiene que la «vergüenza tóxica» se induce en niños tras situaciones de abuso. El incesto y otras formas de abuso sexual causan particularmente este desorden, que puede incluso convertirse en un complejo en la mente de un niño que no siempre es capaz de distinguir entre la vergüenza sentida en determinado momento con la que puede sentirse después. En los 90, la psicología anglosajona introdujo el término de «vergüenza de vicario» (vicarious shame), que se refiere a la práctica de autoinculparse en beneficio de otra persona. Esta tendencia varía según los individuos, pero está relacionada con el carácter neurótico y a la experiencia de la propia vergüenza. Personas con una extremada tendencia a la vergüenza pueden incluso llevarla hasta un nivel superior; esto es, avergonzándose por otros de quien se sabe que sufre vergüenza.

## Historia
La «pérdida» del nombre o algún atributo conmemorativo se ha visto históricamente manifestada como señal de ignominia. En Roma, la damnatio memoriae (literalmente «maldición de la memoria») se consideraba la medida más extrema para reprobar a los tiranos, como Nerón o Calígula. El procedimiento incluía el borrado de sus nombres de los edificios públicos y la remoción de cualquier efigie pública dedicada a su memoria, así como funerales de deshonra. La legislación medieval de las ciudades-estado de Italia prescribía ejecuciones «en efigie» de los criminales públicos más notorios, así como la descripción de sus delitos y su retrato en lugares establecidos, como las murallas de una ciudad. Del mismo modo, el «afeamiento» público de la conducta ha sido tradicionalmente identificado con un afeamiento físico, y así es como se interpretan las mutilaciones de brazos, ojos y miembros diversos, las marcas con que se distinguía a los diversos criminales o a los acusados de colaboracionismo con el enemigo en tiempos de guerra. Las prácticas de tortura usadas durante los interrogatorios de los prisioneros retenidos por los EE. UU. en Guantánamo se han considerado generalmente como formas de humillación basadas en castigos físicos, pero también dirigidos a causar vergüenza, como las tristemente célebres fotos de Abu Ghraib.

## Aspectos sociales
La vergüenza es uno de los aspectos de la socialización de cualquier sociedad. Se caracteriza como un precedente legal, al ser la conducta básica de castigo y corrección de determinadas conductas. La literatura psicoanalítica la ha relacionado con el narcisismo, y como una de las emociones más intensas. La experiencia individual de la vergüenza depende del propio sujeto, que tiene por tanto la posibilidad de regular esta emoción en cualquier sentido. Según la antropóloga Ruth Benedict, las culturas podrían clasificarse por el énfasis con el que recurren a la culpabilización o la vergüenza de sus miembros en el curso de los intercambios sociales. La opinión común, así como las conductas esperadas pueden causar el sentimiento de vergüenza individual (así como la reprobación pública) especialmente si se contravienen principios eficazmente establecidos por el total de una comunidad o hermandad.
La vergüenza (o más bien el miedo a ser avergonzado), puede llevar a actitudes prejuiciosas, como la homofobia.
Provocar vergüenza es una técnica común de agresión relacional. Suele darse en el entorno laboral, como una forma encubierta de control social o ataque. En este contexto suele combinarse con sanciones, «ninguneo» o el ostracismo. Del mismo modo, la vergüenza es común en víctimas de entornos socialmente desintegrados, como niños abandonados o que han sufrido abusos.
Una «campaña de vergüenza» es una estrategia mediante la cual individuos particulares son aislados por su conducta o faltas imputadas, que suele realizarse de modo público como vía de legitimación. En Filipinas, Alfredo Lim popularizó estas tácticas durante su etapa de alcalde de Manila. El 1 de julio de 1997 comenzó una controvertida campaña con pintura en spray contra el consumo de drogas: con la ayuda de un pequeño grupo de colaboradores, marcó con pintura roja brillante las fachadas de 200 casas donde vivían personas acusadas (aunque no sentenciadas) de narcotráfico. Las autoridades de otros municipios imitaron esta práctica, aunque el antiguo senador Rene A. Saguisag condenó la política de Lim.
A pesar de las críticas, las «chambas» continuaron. En enero de 2005, el presidente de la Plataforma para el Desarrollo de Metro Manila anunció una campaña contra los peatones imprudentes, que consistía en marcarles con un trapo húmedo al ser detectados cruzando incorrectamente. El senador Richard Gordon denunció esta práctica, que Vincent Crisologo definió como «tácticas de ley marcial». El representante Rozzano Rufino Biazon declaró que los peatones imprudentes eran tratados «como ganado».

## Otros usos
También se suelen definir como vergüenza:
- La timidez. Ejemplo: me da vergüenza hablar en público
- La dignidad o manifestación de autoestima. Ejemplo: lo que sucede en palestina debería de darnos vergüenza.
- El sentimiento de respeto a los principios éticos o reglas implícitas de la sociedad. Ejemplo: definitivamente en este país hasta la vergüenza se ha perdido. 
  - Como antónimos de este término puede usarse desvergüenza o sinvergüenzura (en Venezuela).